# Tempelj Kijomizu
Tempelj Kijomizu (japonsko 清水寺, latinizirano: Kijomizu-dera, dob. 'tempelj čiste vode') je budistični tempelj v vzhodnem Kjotu na Japonskem. Tempelj je del zgodovinskih spomenikov starodavnega Kjota (mesta Kjoto, Udži in Ocu) na seznamu Unescove svetovne dediščine.

## Zgodovina
Kiiomizu-dera je bil ustanovljen v zgodnjem obdobju Heian. Do leta 778 je bil v lasti budistične sekte Kita-Hosso pod vodstvom Enčina Šonina. Bil je duhovnik iz Nare (prestolnice Japonske od leta 710 do 784), ki je prejel vizijo o izgradnji templja ob izviru Otova.
Leta 798 je šogun Sakanoue Tamuramaro izboljšal lokacijo z vključitvijo velike dvorane, ki je bila sestavljena iz palače cesarja Kanmuja (vladal 781–806). Cesar je zapustil Naro zaradi močnega vpliva, ki so ga imeli budistični samostani na tamkajšnjo vlado. V tem obdobju je bilo močno rivalstvo med templjema Kofuku-dži in Kijomizu-dera in oba sta imela močan vpliv v regiji.
Sedanje stavbe templja so bile zgrajene leta 1633, gradnjo je naročil Tokugava Iemicu. V celotni strukturi ni uporabljen niti en žebelj. Ime je dobila po slapu v kompleksu, ki se zliva z bližnjih hribov. Kijomizu pomeni bistra voda ali čista voda.
Prvotno je bil povezana s staro in vplivno sekto Hossō iz časov Nare. Vendar pa je leta 1965 prekinil to povezavo in njeni sedanji skrbniki se imenujejo člani sekte Kitahossō.

### Danes
Drzna odločitev naj bi bila »z namenom, da skočim z odra Kijomizuja« (思い切って). To se nanaša na tradicijo iz obdobja Edo, ki pravi, da se mu želja izpolni, če bi preživel 13-metrski skok z odra. V obdobju Edo je bilo zabeleženih 234 skokov, od katerih jih je 85,4 % preživelo. Praksa je bila prepovedana leta 1872 ko je prefektura Kjota izdala dekret, ki je prepovedal »skakanje z odra« z utemeljitvijo, da je to fevdalna razvada, in sprejela ukrepe, kot je postavitev ograj.
Tempeljski kompleks obsega več drugih svetišč, med njimi svetišče Džišu, posvečeno Ōkuninušiju, bogu ljubezni in »dobrih parov«. Svetišče Džišu ima par »ljubezenskih kamnov«, postavljenih 10 metrov narazen, med katerimi lahko osamljeni obiskovalci poskušajo hoditi z zaprtimi očmi. Uspeh pri doseganju drugega kamna z zaprtimi očmi implicira, da bo romar našel ljubezen ali pravo ljubezen. Enemu je mogoče pomagati pri prehodu, vendar to pomeni, da bo potreben posrednik. Romantično zanimanje osebe jim lahko pomaga tudi.
Kompleks ponuja tudi različne talismane, kadila in omikudži (papirnata sreča). Lokacija je še posebej priljubljena med festivali (zlasti ob novem letu in v času obon), ko dodatne stojnice napolnijo dvorišče in prodajajo tradicionalno praznično hrano in spominke množicam obiskovalcev.
Leta 2007 je bil Kijomizu-dera eden od 21 finalistov za novih sedem čudes sveta, vendar ni bil izbran. Med obnovitvenimi deli v okviru priprav na olimpijske igre leta 2020 je bil tempelj v celoti pokrit s polprosojnimi gradbenimi odri.

## Arhitektura
Kijomizu-dera stoji ob vznožju gore Otova, ki je del gorske verige Higašijama, ki dominira nad vzhodnim Kjotom. Od leta 1997 pokriva površino 242 m². Objekti imajo kamnito podlago in so leseni. Od glavnega vhoda v samostan - vrata Nio - vodi cesta do glavnega templja. Ob poti so Zahodna vrata, trinadstropna pagoda, zvonik, knjižnica suter, ustanoviteljev tempelj in tempelj Asakura. Vzhodno od glavnega templja so Šakjamunijev tempelj, Amidin tempelj in Notranji paviljon. Južno od glavnega templja tečejo trije potoki "slapa Otova", ki je dal ime samostanu. Južno od slapov leži Brokatna oblačna dolina. Za njim sta hčerinski samostan Taisan-dži, namenjen molitvam za uspešen porod, in majhna trinadstropna pagoda. Na severu glavnega templja je Paviljon dosežkov. Celotno ozemlje samostana je spremenjeno v park.
Glavna dvorana ima veliko verando, podprto z visokimi stebri, ki štrli čez pobočje in ponuja impresiven pogled na mesto. Velike verande in glavne dvorane so bile zgrajene na številnih priljubljenih lokacijah v obdobju Edo, da bi sprejele veliko število romarjev.
Pod glavno dvorano je slap Otova, kjer trije kanali vode padajo v ribnik. Obiskovalci lahko zajamejo in pijejo vodo, za katero verjamejo, da ima moč izpolnjevanja želja.

## V popularni kulturi
Kijomizu-dera je ena najbolj priljubljenih tem v japonski klasični literaturi. Romanja in samostanski obredi so opisani v Dnevniku svetovalca’ Fudživara no Mitinaga (1021), Sei-Šonagonovi Zapiski ob vzglavju (začetek 11. stoletja) in Murasaki Šikibujeva Zgodba o Gendžiju (1005). V Novih in starih zgodbah (začetek 12. stoletja) je predstavljenih deset del, ki govorijo o čudežih Kijomizu-dera. Osrednje delo je posvečeno revnemu dekletu, ki je po zaslugi molitev samostanskega bodhisatve Kannona prejelo bogastvo, srečo in dobrega moža. Nova zbirka starih in novih japonskih pesmi vsebuje dve pesmi v hvalnici Kijomizu-dera.

## Galerija
- Kijomizu-dera jeseni
- Niōmon (deva vrata)
- Množica kipcev Ksitigarbhe (ali Džizōja)
- Otowa-no-taki, slap, kjer obiskovalci pijejo za zdravje, dolgoživost in uspeh pri študiju
- Kijomizu-dera, osvetljen
- Dougong arhitekturni element, Kijomizu-dera
- Skulptura zmaja v Kijomizu-dera
- Od desne proti levi: Kaisan-do (dvorana ustanovitelja), Kjo-do (dvorana Sutre) in Sandžu-no-to (trinadstropna pagoda)
- Pogled na Kjoto in Niōmon iz Kijomizu-dera